# Curia (femme de Quintus Lucretius)
Pour les articles homonymes, voir Curia.
Curia (ou Turia ou Thuria) (environ 60 av. J.-C. – 5 av. J.-C.) est une femme romaine devenue célèbre pour son courage et son dévouement.

## Biographie
Elle épouse Quintus Lucretius Vespillo entre 49 et 42 av. J.-C. Elle et son mari sont issus de riches familles. Ils n'ont pas d'enfants. Dévouée à son mari, Curia lui propose pour cette raison de divorcer mais Quintus n'accepte pas et ils restent mariés toute leur vie.
Turia est connue pour aider les membres de sa famille en âge de se marier, grâce notamment à une aide financière.
Alors que les autres rebelles proscrits par les triumvirs se sont retrouvés dans des lieux désagréables, parvenant à peine à échapper à des tortures inconcevables, la loyauté de Turia et son dévouement envers son mari, ont permis à celui-ci de rester en sécurité dans sa chambre, dans les bras de son épouse bienveillante. Elle va jusqu'à jouer le rôle d'une femme qui a perdu son mari sur un champ de bataille. Elle s'habille alors dans de vieux vêtements en lambeaux et présente une apparence négligée et une figure triste avec des yeux pleins de larmes. Cela permet de faire croire à tout le monde qu'elle avait perdu son mari et qu'il était introuvable.
Elle est l’une des trois femmes citées par Valerius Maximus comme exemples de femmes à la moralité exceptionnelle. Les deux autres sont Tertia Aemilia et Sulpicia.
« C. Lucrétius avait été proscrit par les triumvirs, Turia, son épouse, sans autre confidente qu'une esclave, le tint caché entre la voûte des combles et le plafond de sa chambre et le garantit ainsi de la mort qui le menaçait, non sans courir elle-même un grand danger ».

## Épitaphe
La Laudatio Turiae est une épitaphe latine dont le texte est un éloge de la défunte par son mari. Le nom de la défunte n'est pas conservé mais a été traditionnellement identifié avec Turia. Cette identification n'est généralement plus acceptée.